# Гаврил Занетов
Гаврил Танасов Занетов (Конгаз, 1863 — Софија, 23. новембар 1934) био је бугарски правник, историчар, публициста, књижевни критичар, етнограф и члан дописнице Бугарске академије наука.
По пореклу је Гагаузин, али нико и није доводио у питање његову бугарску свест. Његов деда Занет био је из Варне и имао италијанско име. Руски или тачније новоруски дипломски. Завршио је Болградску гимназију и право на Новоруском универзитету (данас Универзитет у Одеси). Крсте Петков Мисирков посветио му своје најбугарско истраживање пре Балканских ратова о њему омиљеној теми - Бугари у Поморављу.
Радио је као тужилац и судија у Ћустендил, Сливен, Бургас, Враца, Хасково, Варна, Пловдив, Русе и Софија. Његова интересовања су везана за његов родни Буџак, а посебно за Поморавље. Занетов је увек показивао и аргументирао неистинитим чињеницама и публикацијама да су Поморавља и Београд до 1868. претежно имају бугарске националне карактеристике.
У његовом раду јасно се разликују три периода - етнографски посвећена родном крају /до почетка XX века.
Истраживање од почетка XX века и посвећено је доказивању бугарског историјског карактера већине земаља у Краљевини Србији. Након што је премијер постао његов колега и пријатељ Васил Радославов, Занетов је постао његов саветник и посветио се питању куповине ових земаља од Бугарске као последица Првог светског рата. Критизира уступке Аустро-Угарској и Њемачкој и политику која Бугарској не дозвољава западно од Велике Мораве; кондоминијум над Северном Добруџом са Констанцом (који је истргнуо родну земљу из Бугарске) и немачка концесија Влашка и посебно нафта Плоешти.
Након оставке Васила Радославова, Занетов је напустио новинарску и политичку сцену (трећи период) и тек пред крај живота објавио аутобиографију са записом бугарских народних песама из свог родног села (уредио Стефан Младенов). У међувремену, три његова чланка посвећена су балканским ратовима, обједињена тематиком. Можда је припремао књигу коју, због смрти, није успео да објави.
Занетов је познат и по пионирској тези да је румунска нација вештачка политичка творевина, а средњовековни Власи нису народ, већ важна економска и правна категорија људи са посебним статусом (Занетов је течно говорио и знао је румунски језик).
Објавио је бројне публикације у нишком часопису „Моравски Глас” у годинама 1915-1918.